# El Noa Noa
El Noa Noa è stato un cabaret e un centro di intrattenimento situato nella città di frontiera di Ciudad Juárez, nello stato di Chihuahua, in Messico. Divenne noto a livello nazionale per i suoi eventi musicali, e per essere stato il luogo dove cominciò ad esibirsi, quando era ancora sconosciuto, il cantante Juan Gabriel.

## Storia
El Noa Noa venne fondato da David Bencomo Lincano nel 1964, emergendo in uno dei momenti più difficili per il Nord America, ovvero durante la guerra del Vietnam. Ubicato in Avenida Benito Juárez, una delle strade di maggiore affluenza turistica nella città, che collega il centro storico di Juárez con El Paso, (USA), era la controparte "norteña" de El Patio di Città del Messico, solo più piccolo e meno formale. Il suo successo fu dovuto a molti fattori, tra cui anche la fortuna, ma soprattutto alla richiesta di bar messicani da questa parte della frontiera. Dopo la proibizione dell'alcol negli Stati Uniti, (periodo del proibizionismo), iniziata nel 1930 e terminata nel 1933, l'abitudine di andare a fare festa a Juárez, all'epoca, era rimasta in uso. Infatti, il Noa Noa era conosciuto come il primo bar e sala da ballo che suonava oltre alla musica in spagnolo, anche musica in inglese, almeno in quella regione. Juan Gabriel, allora ancora sconosciuto e chiamato solo Alberto Aguilera Valadez, arrivò al Noa Noa quando aveva solo 16 anni, lavorando come addetto alle pulizie. Nel 1966 fece il suo primo debutto cantando in quella sala da ballo la canzone "Adoro" di Armando Manzanero. Divenuto famoso, il cantante tornò ad esibirsi numerose volte nel locale negli anni successivi. Tuttavia, il 17 febbraio 2004, un incendio causato da un cortocircuito, fece bruciare completamente gli impianti del Noa Noa. Nell'incendio rimasero distrutti non solo l'edificio e l'arredamento, ma anche oltre 250 foto di Juan Gabriel e di altre personalità dello spettacolo, come la ballerina messicano-statunitense Tongolele, (Yolanda Yvonne Montes Farrington) e la sensuale attrice messicana Meche Carreño, (Mercedes Carreño Nava), rimase in piedi solo la facciata con il nome. Nel 2007 ciò che restava del Noa Noa, fu demolita per costruire un parcheggio attualmente in uso. David Bencomo Jr. figlio dell'ex proprietario, da anni aveva intenzione di ricostruirlo e aprirlo, ma gli eredi di Juan Gabriel non l'hanno mai permesso per via di una causa sull'uso del nome. L'uomo d'affari morì lottando affinché un giorno il famoso locale riaprisse, ma non ci riuscì mai. Fuori da quel luogo, è stato messo un piccolo altare al "Divo de Juárez", affinché i suoi fan potessero visitare il luogo in cui è nato come stella della musica. Nel corso del 2015, le autorità del Comune di Juárez annunciarono di voler ricostruire il Noa Noa, con l'obiettivo di promuovere il turismo nella città, ma al 2025, ancora nulla era stato fatto.

## Origine del nome
Per quanto si sa, fu David Bencomo Lincano, che chiamò così la sua sala da ballo, (per ragioni sconosciute), ma si ritiene forse perché “Noa”, che è una parola di origine ebraica, (דליזיה), significa “delizia” in italiano. "Andiamo a ballare al Delizia Delizia", direbbe così la canzone di Juan Gabriel.

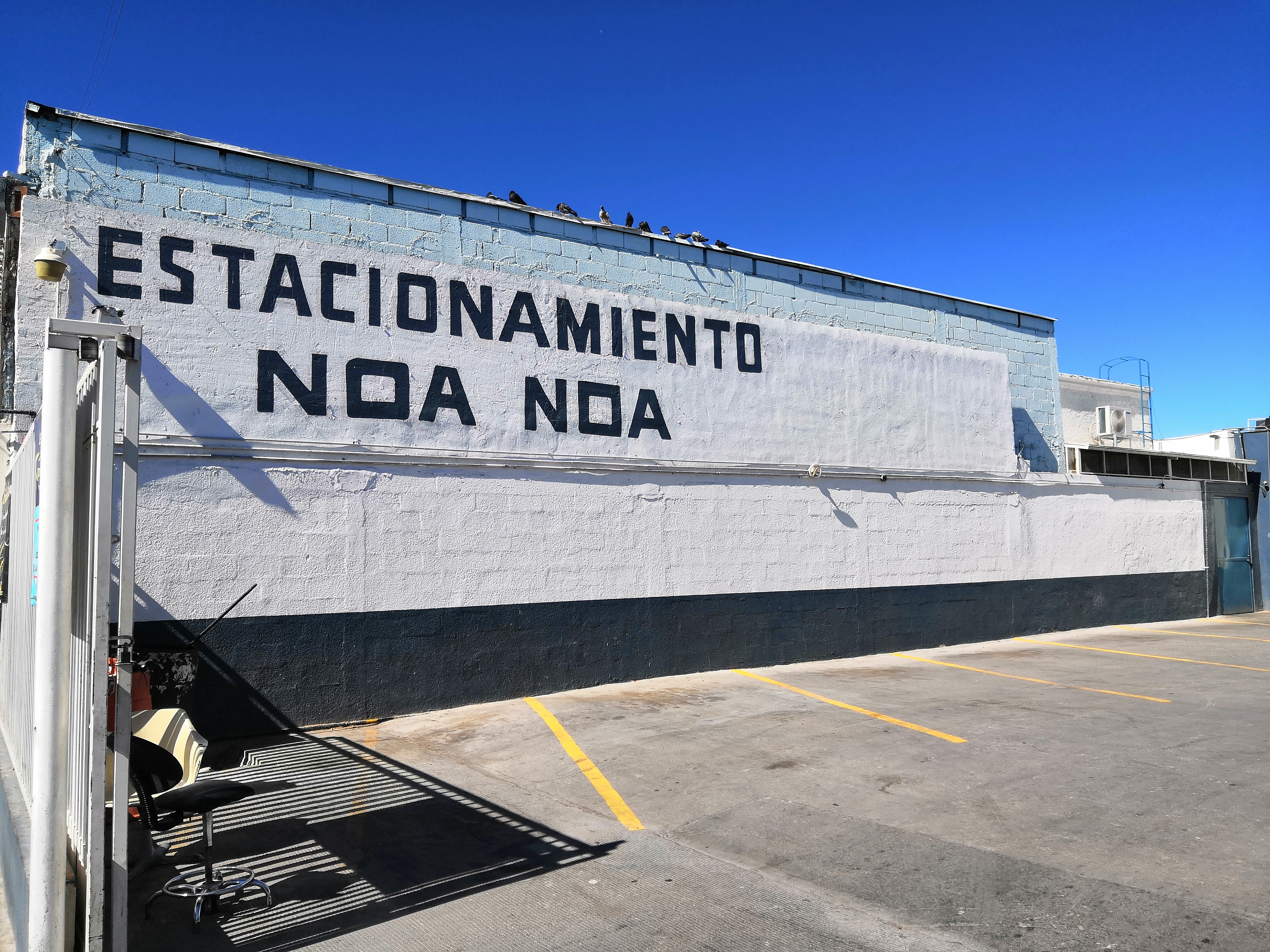
L'ex Noa Noa a Ciudad Juárez nel 2022

## Nella cultura di massa
Juan Gabriel, "El Divo de Juárez", una volta devenuto famoso, non dimenticò il Noa Noa, tanto che quasi 20 anni dopo il suo debutto, dedicò al locale una canzone, che divenne la più famosa del suo album "Recuerdos" del 1980, intitolata appunto El Noa Noa. Nel testo di questa canzone, il cantante racconta alcune delle esperienze vissute sul posto. Nel video della canzone è visibile il locale dall'esterno con l'insegna al neon accesa.